# Asparges-ordenen
Asparges-ordenen (Asparagales) er en planteorden med talrige familier. 
Nedenfor nævnes nogle af de mere kendte familier, som er repræsenteret ved arter, der er vildtvoksende eller dyrkede i Danmark.
| Familier |

- Agave-familien (Agavaceae)
- Løg-familien (Alliaceae)
- Påskelilje-familien (Amaryllidaceae)
- Asparges-familien (Asparagaceae)
- Affodil-familien (Asphodelaceae)
- Daglilje-familien (Hemerocallidaceae)
- Hyacint-familien (Hyacinthaceae)
- Iris-familien (Iridaceae)
- Laxmanniaceae (hvor man bl.a. finder Kordyline)[1]
- Gøgeurt-familien (Orchidaceae) eller Orkidé-familien
- Musetorn-familien (Ruscaceae)

## Note
1. ↑  Her udskilles familien som en selvstændig enhed, men andre steder kan man finde dens slægter beskrevet under Asparges-familien.